# Heike Kamerlingh Onnes
Heike Kamerlingh Onnes (ur. 21 września 1853 w Groningen, zm. 21 lutego 1926 w Lejdzie) – holenderski fizyk, laureat Nagrody Nobla w dziedzinie fizyki w roku 1913. Wyróżnienie to otrzymał za badania właściwości substancji w najniższych temperaturach i skroplenie helu.

## Życiorys
Jego rozprawa doktorska dotyczyła krótkiego wahadła Foucaulta do pokazów laboratoryjnych. Po doktoracie został asystentem profesora fizyki na Politechnice w Delfcie, a w latach 1882–1923 był profesorem Uniwersytetu w Lejdzie. W roku 1904 założył laboratorium badania niskich temperatur. W 1908 jako pierwszy skroplił hel (izotop hel 4). W 1911 odkrył zjawisko nadprzewodnictwa. W 1913 wykonał pierwszy elektromagnes nadprzewodnikowy. Za swoje odkrycia otrzymał w 1913 nagrodę Nobla. Był członkiem Królewskiej Holenderskiej Akademii Sztuk i Nauk. 
Do stypendystów pracujących w laboratorium w Lejdzie należeli między innymi Polacy: Konstanty Zakrzewski (1902–1904), Mieczysław Wolfke (1921–1928), Wacław Werner (1925 i 1926) i Dobiesław Doborzyński (1931–1933).